# Neckera nakazimae
Neckera nakazimae är en bladmossart som beskrevs av Noguchi 1937. Neckera nakazimae ingår i släktet fjädermossor, och familjen Neckeraceae. Inga underarter finns listade i Catalogue of Life.